# Ankuwa

Mapa centralnej Anatolii w okresie istnienia tam asyryjskich kolonii handlowych (XX-XVIII w. p.n.e.)

Mapa hetyckiej Anatolii z zaznaczonym położeniem miasta Ankuwa/Amkuwa

Ankuwa, Amkuwa – starożytne miasto w północno-centralnej Anatolii, identyfikowane ze stanowiskiem Alişar w Turcji, leżącym ok. 170 km na południowy wschód od hetyckiej stolicy Hattusa
Po raz pierwszy Ankuwa pojawia się w tekstach klinowych pochodzących z okresu istnienia w Anatolii asyryjskich kolonii kupieckich (XX-XVIII w. p.n.e.). Wymieniane jest tam ona wśród miast które zbuntowały się przeciw miastu Hattusz (późniejsza hetycka Hattusa). W okresie istnienia państwa hetyckiego Ankuwa stała się zimową rezydencją władców hetyckich. Nie wydaje się, aby miasto to kiedykolwiek odgrywało jakąś ważną polityczną rolę, ale wymieniane jest często w tekstach związanych z kultem hetyckich bóstw i obchodzeniem religijnych świąt.